# 恐竜ゲーム
『恐竜ゲーム』 (英語: Dinosaur Game) は、Google Chrome（ウェブブラウザ）に組み込まれているコンピュータゲーム。

## 概要
インターネットに接続していないオフライン状態のユーザーがGoogle Chromeによってウェブページを開こうとすると、インターネットに接続していない旨の内容（日本語版環境では「インターネットに接続されていません」）が表示され、その上方にピクセル化されたティラノサウルスの画像が表示される。この状態で、デスクトップ版の場合はSpaceキーもしくは上矢印キーを押すと、このミニゲームが起動される。モバイル版の場合はこの画面でティラノサウルスの画像をタップすると同様にこのミニゲームが起動される。また、インターネットに接続しているオンラインの状態でも、URL部分に「chrome://dino」もしくは「chrome://network-error/-106」と入力することによって、このミニゲームを起動することができる。なお、管理者権限でこのゲームの起動を無効化することも可能。

## プレイ方法

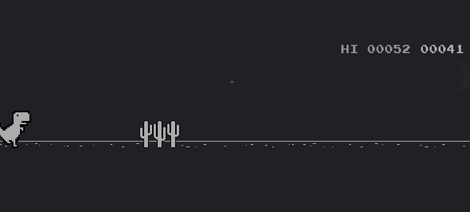
ゲーム内の夜間の場面

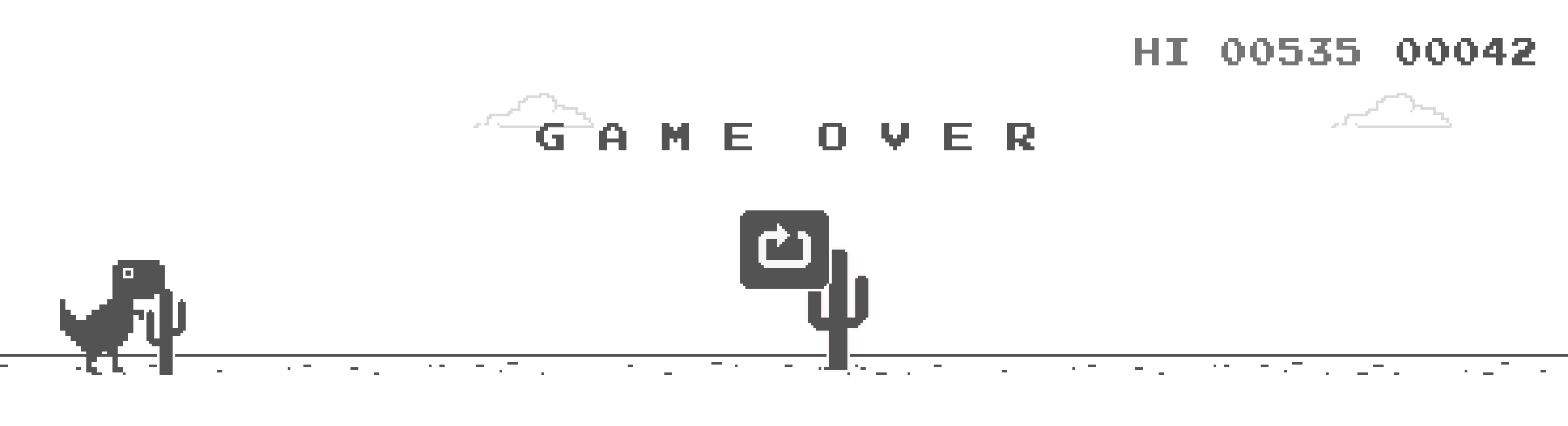
ゲームオーバーの場面

ゲームは砂漠の中を左から右に移動する、「Lonely T-Rex」という名のピクセル化されたティラノサウルスのキャラクターがサボテンやプテラノドンといった障害物を回避するだけの単純なもので、Spaceキーもしくは上矢印キーを押すかティラノサウルスの画像をタップするとキャラクターがジャンプし、下矢印キーを押すとキャラクターが屈む動作をして障害物を回避するという流れである。プレイが進むにつれて徐々にキャラクターの移動速度は速くなり、最終的にキャラクターが障害物と接触するとゲームオーバーとなる。また、ゲームの進展に合わせて昼夜が切り替わる描写があり、初期段階では白地の背景に灰地でキャラクターや障害物が表示されるが、ある程度のポイントが加算されると黒地の背景に薄灰地でキャラクターや障害物が表示されるように切り替わり、その後もポイントの加算ごとに配色が変化する。
このゲームの理論上の最高得点はプレイ時間が1,700万年に達したときに到達されるように設計されており、この時間はティラノサウルスがK-Pg境界を境に絶滅するまで生存していた期間に由来している。

## 開発
このミニゲームは2014年にGoogle社内のChrome UXチームに属していた3人のメンバーによって製作された。開発中はイギリスのロックバンド・T・レックスのリーダーだったマーク・ボランにちなみ、「プロジェクト・ボラン」のコードネームが付けられていた。ゲームのテーマには、「インターネット接続が存在しないことは先史時代のできことである」という内容を皮肉ったジョークとして恐竜が題材に選ばれた。
このゲームは2014年9月にリリースされたが、当初古いデバイスにインストールされたChromeではこのゲームが動作しないことが発覚したため、3ヶ月後の同年12月に再リリースされた。ゲーム中の障害物も当初はサボテンのみだったが、翌2015年のアップデートでプテラノドンが追加された。
この他、過去に何度かイースターエッグとして期間限定で新たな機能が実装されており、2018年9月にはGoogle Chromeのリリース10周年とこのミニゲームのリリース4周年を記念してゲーム中にバースデーケーキが登場し、ケーキを食べるとキャラクターがバースデーハットを被る演出が追加された。また、2021年夏には同年に開催された2020年東京オリンピックをモチーフにした新演出が追加され、アイテムを一定数集めるとキャラクターがサーフィンや新体操、馬術といった五輪競技をモチーフにしたステージでプレイする機能が実装されていた。

## 沿革
- 2014年9月 - リリース。
- 2015年 - 障害物にプテラノドンが追加。
- 2016年5月 - ナイトモードが追加。
- 2018年11月 - ハイスコアを保存する機能の追加。

## 反応
2018年9月の記事で、Googleのクリエイターはこのゲームが月間2億7000万回プレイされたことを明かしている。
また、競合ブラウザであるMicrosoft Edgeにも2020年のアップデートでサーフィンを題材にしたミニゲームが追加され、このゲーム同様にオフライン状態を示すエラーページからプレイできるようになっている。こちらは本作に加え、自操作キャラクターのカスタマイズが可能になっているなどいくつかの機能が追加されている。